# Hans Joachim Suchan
Hans Joachim Suchan (* 25. Juli 1946 in Gießen) ist ein deutscher Jurist, Verwaltungsbeamter und Politiker (SPD).

## Leben und Beruf
Nach dem Abitur absolvierte Suchan ein Studium der Rechtswissenschaften und arbeitete anschließend als Rechtsanwalt und Staatsanwalt. Von 1977 bis 1984 fungierte er als Persönlicher Referent und Pressesprecher des hessischen Justizministers Herbert Günther. Daneben leitete er ein Referat der Strafrechtsabteilung des Ministeriums. Von 1988 bis 1991 war er als praktizierender Rechtsanwalt in Frankfurt am Main tätig. Er ist seit 1991 Mitglied des ZDF-Fernsehrates und wurde im April 1999 Verwaltungsdirektor und stellvertretender Intendant des Fernsehsenders, was er bis zum 1. Januar 2014 blieb. 2001 war er als Kandidat für die Nachfolge des ZDF-Intendanten Dieter Stolte nominiert.
Suchan ist verheiratet und hat zwei Kinder.

## Öffentliche Ämter
Suchan war von 1984 bis 1987 Staatssekretär im Justizministerium in der von Ministerpräsident Holger Börner geführten Regierung des Landes Hessen. Von 1991 bis 1999 amtierte er in der von Ministerpräsident Hans Eichel geleiteten Landesregierung als Staatssekretär und Chef der Staatskanzlei. Seine Rolle als Staatssekretär in der Affäre Gauland wird durch die Person des "Schmetternich" in Martin Walsers Buch Finks Krieg kritisch beleuchtet.
Er ist im Vorstand der Walter-Kolb-Stiftung zur Förderung des Zweiten Bildungsweges und der beruflichen wie der allgemeinen Weiterbildung.